# Новочеремшанское сельское поселение
Новочеремша́нское се́льское поселе́ние — муниципальное образование в составе Новомалыклинского района Ульяновской области. Административный центр — село Новочеремшанск.

## Население
| 2010  | 2012  | 2013  | 2014  | 2015  | 2016  | 2017  |
| ----- | ----- | ----- | ----- | ----- | ----- | ----- |
| 3965  | ↘3824 | ↘3754 | ↘3712 | ↘3626 | ↘3551 | ↘3483 |
| 2018  | 2019  | 2020  | 2021  |       |       |       |
| ↘3403 | ↘3287 | ↘3207 | ↘2935 |       |       |       |

## Состав сельского поселения
В состав поселения входят 5 населённых пунктов: 4 села и 1 деревня.
| № | Населённый пункт   | Тип населённого пункта       | Население |
| - | ------------------ | ---------------------------- | --------- |
| 1 | Верхняя Тюгальбуга | деревня                      | 0         |
| 2 | Вороний Куст       | село                         | 375       |
| 3 | Красное Озеро      | село                         | 0         |
| 4 | Новочеремшанск     | село, административный центр | ↘2921     |
| 5 | Старая Тюгальбуга  | село                         | 669       |